# Petre Gigea
Petre Gigea, cunoscut în lumea literară ca Petre G. Gorun (n. 31 martie 1930, Goicea, România) este un economist și fost ministru al finanțelor, al 130-lea ministru al Finanțelor Publice ale României, demnitar și diplomat român din perioada Republicii Socialiste România, autor de lucrări de nonficțiune, autor de lucrări de specialitate, expert contabil (din 1965), negociator de credite pentru România, memorialist, monograf, poet și scriitor român, membru și președinte a varii organizații profesionale, educaționale și culturale.
În calitate de ministrul finanțelor României, Petre Gigea a ocupat funcția între 30 martie 1981 și 26 august 1986, în trei guverne succesive, cel al lui Ilie Verdeț (2) și cele două ale lui Constantin Dăscălescu, Dăscălescu (1) și Dăscălescu (2). L-a înlocuit pe Paul Niculescu-Mizil, odată cu instalarea celui de-al doilea guvern Ilie Verdeț, iar la 26 august 1986 a predat portofoliul său lui Alexandru Babe, fiind numit ulterior ambasador extraordinar și plenipotențiar al României în Republica Franceză. 
Ca ministru al finanțelor României, Petre Gigea (Gorun), având funcțiile de  Guvernator al României la Banca Mondială și cea de Guvernator al României la Fondul Monetar Internațional, a negociat împrumuturile acordate României de Banca Mondială și de Fondul Monetar Internațional.
La momentul Revoluției din 17 - 22 decembrie 1989, Petre Gigea era ambasador extraordinar și plenipotențiar al României în Franța, funcție din care a fost rechemat, prin decretul 39, la 31 decembrie 1989.

## Biografie personală

### Primii ani, educație
Petre Gigea, economist, diplomat și scriitor (pseudonim literar Petre G. Gorun), s-a născut la 31 martie 1930, în comuna Goicea Mică, județul Dolj. Tatăl său, Ion Gh. Gigea, era notar al comunei, iar mama sa Ecaterina, casnică.
În perioada 1937 - 1941, urmează școala primară în comuna sa natală, apoi Liceul Comercial "Gheorghe Chițu" din Craiova (1941 - 1949). După aceea, continuă studiile la Academia de Științe Economice din București, Facultatea de Finanțe și Credit, obținând titlul de "Diplomat în Științe Economie". Petre Gigea a devenit membru al Partidului Muncitoresc Român din 1957. 

### Viață personală, familie
În decembrie 1952 s-a căsătorit cu Marieta Bădele, fiica lui Ion și Nicolina, din orașul Băilești. Cei doi au doi copii: Teodor-Cătălin și Irina.

## Biografie profesională

### Secțiunea Financiară a Regiunii Oltenia
Încadrat la Secțiunea Financiară a Regiunii Oltenia, trece profesional prin toată ierarhia acesteia, din treaptă în treaptă, fiind, rând pe rând, referent, șef de birou, șef de serviciu, inspector financiar, ajungând în funcția de Șef al acestei Secțiuni (Director general al Finanțelor Publice).

### Lucrări scrise și publicate ca specialist în finanțe
Ca specialist în Finanțe, Petre Gigea  a scris, expus sau efectuat lucrări științifice, precum sunt: 
1. „ Independența națională, factor de înfăptuire a unei politici de progres economic și social” (1977),
2. „Organizarea păcii europene în concepția economico-financiară a lui Nicolae Titulescu”- Simpozion Național București, (1982),
3. „Reeșalonarea datoriei externe a României”,
4. „Clubul de la Paris și rolul său în rescadențarea datoriilor garantate guvernamental”,
5. „Fondul Monetar Internațional și Banca Mondială, importante organisme financiare internaționale”
6. „Rapoarte asupra Bugetului de Stat al României”, prezentate în Parlamentul Româiei în anii 1982, 1983, 1984, 1985 și 1986.
7. „Curs universitar de finanțe”, curs ținut la Universitatea Craiova.

De asemenea, publică diverse comunicări la simpozioane și conferințe - pe teme economico-financiare (peste 50 lucrări diferite în perioada 1956 - 1986), 

### Ministru de Finanțe al României
În perioada celor circa cinci ani și jumătate cât a fost ministru de Finanțe (al 143-lea ministru de la înființarea Ministerului de Finanțe în timpul domnitorului Alexandru Ioan Cuza) a realizat primul aranjament stand-by al României cu Fondul Monetar Internațional și cu Banca Mondială.
A condus permanent o delegație de specialiști și în urma tratativelor purtate s-a obținut un împrumut de un miliard cinci sute de milioane de dolari (S.U.A.), cu o dobândă rezonabilă și finanțarea de către Banca Mondială a 13 proiecte în industrie, agricultură, transporturi, în valoare de peste 3 miliarde de dolari.
Totodată, purtându-se tratative cu 15 guverne occidentale creditoare, 320 bănci comerciale, Fondul Monetar Internațional și Banca Mondială, pentru prima oară România a reușit să reeșaloneze datoria externă de 14 miliarde de dolari într-un moment dificil, în condiții extrem de avantajoase pentru țară.

### Ambasador extraordinar și plenipotențiar în Franța
În anul 1988, ca ambasador în Franța, a realizat reînființarea Centrului Cultural Român din Paris (Biblioteca Română), după o întrerupere de 43 de ani. De asemenea, din acel an, Ambasada României din Paris a procedat la cinstirea în fiecare an a eroilor români căzuți în primul război mondial în localitățile franceze Soulzmaatt, Dieuze și Hagenau, după o uitare nejustificată de peste patru deceni. De asemenea, a reușit ca, la „Musée de l'Armée” din Paris, eforturile de război ale României să fie prezentate în mod corect, înlăturându-se unele greșeli consemnate în muzeu încă din anul 1946. A participat direct la realizarea Bibliotecii Române din Paris (la Centrul Cultural Român). A fost membru în Comisia guvernamentală, participând o lună de zile la „Conferința Internațională pentru Combaterea armelor chimice”, de la Paris (1989).
În decursul mandatului său de ambasador al Românie în Franța s-a întâlnit cu 43 de președinți și șefi de state, cu 13 prim-miniștrii, cu 15 miniștrii de Externe, cu 12 personalități ale unor organisme internaționale, cu șapte miniștrii ai Comerțului Exterior și Cooperării Economice internaționale, cu 6 alte personalități ale lumii contemporane, cu peste 40 miniștrii de finanțe, cu peste 200 președinți ai unor mari bănci comerciale internaționale, cu peste 150 ambasadori extraordinari și plenipotențiari ai unor țări acreditați în Franța și în România.
În soluționarea problemelor legate de finanțele României, Petre Gigea a dus tratative cu reprezentații guvernelor, deplasându-se în acest scop în Europa, în Anglia, Danemarca, Elveția, Finlanda, Franța, Germania, Olanda, Suedia, respectiv în Bulgaria, Cehoslovacia, Iugoslavia și Uniunea Sovietică, dar și pe alte continente, reprezentând interesele financiare ale țării în America de Nord, fiind în Canada și Statele Unite ale Americii, respectiv în Africa și Asia - Republica Populară Chineză, Egipt,  Gabon, Japonia, Mongolia, Pakistan, Republica Zair, ș.a.m.d.

### Recunoașteri internaționale
În anul 1984, revista engleză „Euromoney” i-a acordat ministrului de finanțe român calificativul de „cel mai bun negociator al anului”.
Ca recunoașteri internaționale, Petre Gigea figurează în dicționarul internațional „Who's who in France”, Edition Jacques Laffitte, Paris, începând cu anul 1988, și în dicționarul internațional „European Biographical Directory” - în limba engleză și franceză - Database, Bruxelles, Belgia.
Petre Gigea este, de asemenea, prezent în dicționarul “Who’s who in Romania” (p.260-261), dicționarul “Interferențe spirituale oltene” (p. 130-131), “Dicționarul biografic al membrilor Societății Scriitorilor olteni”, de Marian Barbu, 2003, “Hübners who is who”- Enciclopedia personalităților din Eomânia, “Wikipedia, Enciclopedia Internet”, „Valori românești, valori europene” de Emil Lăzărescu.
Este prezent în „Dicționarul General al Literaturii Române” (vol. III, E/k, p.355), editat de Academia Română; “Dicționarul biografic al literaturii române” de Aurel Sasu, vol. I A-L, pag 681, Ed. Paralela -45(2006); Anuarul Epigramiștilor români (2005). Hazul anotimpurilor, album al revistei Haz de Necaz, ed. Ridendo(2006); Mărturisire de credință, antologie de Artur Silvestri, Ed. Carpathia Press (2006); Medalion literar “Structuri permanente” de cultură și educație, de Marian Barbu, Al. Gheorghe, Radu Scorojitu, Ed. Ramuri, vol. I, Craiova (2006).

## Funcții ocupate
Îndeplinește diferite funcții publice, printre care se pot menționa:
- primar al Craiovei,
- prim vicepreșdinte al Consiliului Popular al județului Dolj,
- profesor la Universitatea din Craiova,
- Ministru al Finanțelor,
- Consilier al președintelui României,
- președinte al Consiliului Financiar-Bancar al României,
- Guvernator al României la Fondul Monetar Internațional,
- Guvernator al României la Banca Mondială,
- Ambasador Extraordinar și Plenipotențiar al României la Paris și
- Ambasador al României la U.N.E.S.C.O.,
- prorector al Institutului de Drept și Relații Internaționale "Nicolae Titulescu" din București,
- membru al Biroului Consiliului Național al Asociației Naționale a Economiștilor din România (AGER),
- vicepreședinte al Fundației Culturale "Scrisul Românesc" din Craiova,
- președinte al Fundației „Satul Românesc- milenium III”, membru fondator al „Ligii culturale pentru artă, știință, filozofie și religie România-Grecia”- filiala Craiova.
- membru al Societății Scriitorilor din Oltenia și vicepreședinte al Uniunii Epigramiștilor din România,
- președinte al Cenaclului Epigramiștilor Olteni – membru fondator al Cenaclului și revistei acestuia „Cugetul”,
- membru fondator al Asociației Culturale ”Prietenii lui Eminescu” din Oltenia.
- funcția de director imagine-promovare diplomație memorialistică al revistei „Rațiunea”
- colaborator permanent la revista „Pro Europa”.
- membru al Asociației Ambasadorilor și Diplomaților de Carieră din România (AADCR);
- Președinte de Onoare al Asociației Cultul Eroilor – filiala județului Dolj.

În perioada 1981 - 1987 a fost ales președinte al Federației Naționale de Șah a României, iar în perioada 1965 - 1970 a fost Președinte al Secției de Fotbal al Clubului „Universității” Craiova.

## Activitate literară
Petre Gigea a scris și tipărit, sub pseudonimul de Petre G. Gorun, 39 de cărți diferite de lucrări de specialitate, poezie, proză, memorialistică, monografie, din care unele în câte două volume, însemnând circa 17.000 pagini.
Din acestea 12 volume sunt de versuri în care un volum în ediția bilingvă (română și engleză), 8 volume memorialistice(despre oameni și evenimente craiovene, activitatea de ambasador în Franța, de ministru de Finanțe etc.), un volum de 501 epigrame, un libret pentru operă în trei tablouri “Dramă la mănăstire”, o monografie sentimentală despre comuna sa natală, două volume despre scriitori și criticul de artă “V. G. Paleolog în dialog cu Brâncuși”, Cetățeni de Onoare ai municipiului Craiova, un roman etc.
Iată câteva aspecte despre aceste cărți.
Primul volum de versuri „Pentru dreptate se aprinse focul”(72 p.), apărut în Editura „Scrisul Românesc” din Craiova (1978), este prezentat călduros, în cuvântul înainte al profesorului universitar și criticului literar Alexandru Piru.
Toate poeziile sunt scrise în forma sonetului și sunt străbătute de dorul de satul natal, de oamenii și locurile care i-au marcat copilăria, ciclul final „Întâlnire cu satul strămoșesc”, fiind o meditație matură și lucidă asupra condiției umane și a trecerii ireversibile a timpului.
7. În volumul de versuri „Căldura vieții” (Editura Eminescu București, 1979, 144 p.), structurat în două cicluri- „Străbunii” și „Priveliști și imagini”, se observă o varietate de specii lirice, respectiv sonet, rondel, liedul nostalgic, elegie, sau cântec suav.
Multe din versurile cuprinse în acest volum au muzicalitate de romanță, precum se simte în poeziile „Mi-e dor de nucul cel bătrân de-acasă ...”, „Străvechea mea Cetate de pe Jiu”, „Oameni și clepsidre”, „Suave doruri”, „De ce ai venit?”, „Cântec”.
8. Volumul de versuri „Amintirile de acasă”, apărut în anul 1979 (Editura Eminescu București, 150 p.), se propune a fi o pledoarie pentru statornicie, puritate și dragoste, după cum apreciază criticul Florea Firan.
Poetul  duce cu el amintirile de acasă, cu copilăria, casa părintească, satul natal, părinții și bunicii, așa cum se constată în poeziile „Tu, mamă”, „Bunicii”, „Se coace grâul”, „Rondelul satului natal”, „Pe-acest pământ”, „Ne întoarcem cu sfială” și altele.
Și din acest volum, nu lipsesc sonetele și rondelurile, pentru care poetul are o permanentă preocupare.
De altfel, Petre G. Gorun a scris peste patru sute de sonete și peste trei sute de rondeluri, unele fiind publicate în volum.
9. Volumul de versuri „La poarta vremii”, apărut în anul 1998 (Editura „Sava”, Craiova, 212 p.), este structurat pe trei cicluri, acestea fiind intitulate „De dragoste”, „Cu rădăcini adânci” și „Marele adevăr”. Cartea are un cuvânt înainte semnat de criticul literar Ovidiu Ghidirmic și este ilustrată de pictorul Sabin Bălașa.
Se observă că și în acest volum, poeziile sub forma sonetului i a rondelului nu lipsesc ca de altfel, și în celelalte volume ale poetului.
Versurile sunt sincere și directe adresate cititorilor, unde eterna dragoste este omniprezentă.
În perioada 1977-1982, în cadrul rubricii săptămânale “Poezia glas al cetății”, postul de radio România (programul II), a transmis, în peste 30 de emisiuni, versuri ale lui Petre G. Gorun, în interpretarea unor mari actori bucureșteni.
10. Cu romanul „Adolescenți de altădată”, (în colaborare cu Sava Ionescu) apărut în anul 1998 (Editura „Sava” Craiova, 212 p.), Petre Gigea - Gorun, debutează cu proză.
Romanul are multe accente biografice ale scriitorului, din perioada adolescenței, a formării sale intelectuale, cu fresca satului natal, a Craiovei și a boemei acesteia, din perioada celui de-al doilea război mondial.
Petre G. Gorun figurează în antologia „Eminescu-pururi tânăr. Dedicații lirice” Editura „Litera - David”, 1988, și în volumul antologic „Epigrame cu și despre femei”, Editura „Grafit”, 1999, „Interferențe spirituale oltene”, Editura Sitech, 1999, Const. Păun, „Niște epigramiști”, Ed. M.J.M. (2002).
11. Volumul de memorii  „Oameni și evenimente craiovene” (350 p.) este „o carte-document”, o istorie vie și o enciclopedie a Craiovei ultimei jumătăți de veac, suplinind munca unui întreg colectiv de cercetători, un dar neprețuit făcut Cetății Banilor și oamenilor săi”, așa cum a remarcat criticul literar Ovidiu Ghidirmic.
Cartea a primit Premiul „Alexandru Piru„, în decembrie 2001, juriul apreciind-o ca fiind „monumentalul tom Oameni și evenimente craiovene”.
12. Volumul de versuri „Rondeluri” (260 p., 2001) este structurat pe patru cicluri: „Rondeluri pentru timpul cel etern”, „Rondeluri pentru lunile anului”, „Rondeluri de dragoste” și „Rondeluri pentru țara mea”.
13. Volumul de memorii „Despre Craiova, cu dragoste” (2 volume, 760 p.) este continuarea volumului anterior „Oameni și evenimente craiovene”. După cum afirmă criticul  și istoricul literar Ovidiu Ghidirmic: „Bibliofil, pasionat de cărți, Petre Gigea-Gorun este și un scriitor remarcabil și, în primul rând, poet”.
14. În cartea „Din însemnările unui ambasador român la Paris” (2 volume, 878 p.), autorul înmănunchiază memoriile sale dintr-o activitate diplomatică desfășurată în capitala Franței. Sunt descrise o serie de evenimente importante politice și culturale, unele realizări legate de înființarea Bibliotecii Române din Paris (Centrul Cultural), manifestări organizate în cinstea zilelor de 24 Ianuarie, 9 mai și 1 Decembrie, sărbătorirea Centenarului Eminescu, a unor personalități românești.
15. Volumul de versuri „Sonete Sentimentale” (272 p.), structurată pe patru cicluri „Răpirea Sabinelor”, „De când ne știm pe-acest pământ”, „În cosmic joc pământul se-nvârtește”, și „Oameni și clepsidre”, cuprinde 230 de sonete de dragoste, patriotice și filosofice.
16. Un alt volum al lui Petre Gigea-Gorun, intitulat „Amintiri despre scriitori și alți oameni de cultură” (524 p., anul 2003), constituie o importantă prezentare a unor personalități cu care autorul s-a întâlnit în viață. Aici sunt prezenți printr-o sinceră descriere de oameni și fapte: Nichita Stănescu, Ion Petrache, Emil Loteanu, Marin Sorescu, Sabin Bălașa, Marina Vlady, C.S. Nicolăescu-Plopșor, Alexandru Piru, Rudolf Schweitzer-Cumpăna, Corneliu Leu, Dan Deșliu, Ana Aslan, I.D. Sârbu, Ion Lăncrănjan, Pop Simion, Laurențiu Fulga, Horia Lovinescu, Romulus Vulpescu, s.a.
17. Un alt volum de versuri intitulat “Lumini de amurg – Dusk Fires” (292 p.), cuprinde 101 poeme (o glosă, 50 de rondeluri și 50 de sonete) în ediție bilingvă româno-engleză, traducerea fiind făcută de Axel H.Lenn.
18. Volumul “V.G.Paleolog și Brâncuși – un dialog etern” (454 p.) – este, după părerea scriitorului și brâncușiologului Victor Crăciun care semnează cuvântul înainte: “O carte document și o carte de suflet, pentru că i se alătură împătimirea lui Petre Gigea-Gorun, care adaugă dragostei de neam fiorul romantic al poetului”.
19. Volumul “Cu floreta în arenă” (248 p., cu o prefață de Alex. Firescu), cuprinde 501 epigrame, structurate pe 6 cicluri: Lumea ca lume, Femeia eterna poveste, Politică și delicatese, Scriitori șI alte profesii libere, desculț prin lumea literară, Bărbați șI ipostaze.
20. Cu “Dramă la mănăstire” (98 p.), libret de operă în versuri, în trei tablouri, scriitorul se afirmă și în domeniul dramaturgiei. Muzica de operă aparține compozitorului Constantin Ungureanu.
Premiera absolută a operei “Dramă la mănăstire” a avut loc în ziua de 4 martie 2004 la Teatrul liric “Elena Teodorini” din Craiova, reprezentând un succes de public, considerabil.
21. Volumul de memorii „Un ministru de Finanțe își amintește” (2 vol., 1328 p.), este o carte document legată de activitatea autorului în perioada când a îndeplinit funcția de ministru de Finanțe al României.
22. Volumul “Din amintirile Craiovei” (568 p.), este după cum susține prof. dr. Tudor Nedelcea în cuvântul său înainte “cea de-a treia lucrare despre Craiova” (după oameni și evenimente craiovene, 2001); despre Craiova, cu dragoste (2001), vorbește fără tăgadă, că Cetatea Banilor și a găsit memorialistul pe măsură. Petre Gigea-Gorun este un devotat și harnic craiovean al vremii sale, un memorialist de invidiat, care dă viață faptelor și evenimentelor la care a participat, le-a inițiat și realizat”.
23. Volumul “Sub sabia timpului” (208 pg.), versuri alese, cuprinde patru cicluri: “Glossă”, “Așteptările… despărțirile”, “Dulcele păcat” și “În căutarea timpului”.
Este subintitulat “versuri alese” (208 p.), având 6 glose, din care una dintre ele tradusă în limba engleză de Axel H.Lenn cât și poezii scrise în anii tinereții cât și pe parcursul vieții.
24. Volumul “Fundația Scrisul Românesc se prezintă” (272 p., scris în colaborare cu Tudor Nedelcea și Nicolae A.Andrei), editat cu prilejul a 7 ani de existență a acestei fundații.
25. Volumul “Cetățeni de onoare ai municipiului Craiova” (248 p., în colaborare cu Antonie Solomon), cuprinde biografiile a 128 personalități cărora li s-a acordat înaltul titlu ca prețuire pentru acestea, care, într-un fel sau altul, sunt legate, prin obârșie sau activitate, de Craiova și au contribuții esențiale în domeniile lor de activitate, recunoscute în plan național și universal.
26. Volumul “Prin China milenară și misterioasă” (484 p.) este o carte de memorii, în care autorul prezintă vestigiile milenare ale Chinei, oameni, evenimente și realizări ale zilelor noastre, aspecte social-economice din diferite domenii de activitate.
27. Volumul de versuri “Îmi iau ca martor universul” (250 p.) este structurat pe trei cicluri : Golgota suspinelor, Îmi iau ca martor Universul și Cântece pentru eternitate și cuprinde versurile scrise de autor în perioada 1955-1980, aflate în manuscris.
28. De data aceasta prin volumul “Comuna Goicea cu oameni și fapte” (388 p.), autorul, fiu al comunei, realizează o interesantă monografie “sentimentală”. În paginile sale, cititorul va găsi o bogată descriere a comunei și cu istoria sa, tradiții, obiceiuri, cinstirea eroilor morți pentru apărarea patriei, familii, gospodării cu oameni și fapte precum și prezentarea celor 24 cetățeni onoare ai comunei Goicea.
29. Volumul “Cu Ștefan Manea în împărăția plantelor miraculoase” (606 pg.), este o carte despre viața și activitatea inginerului Ștefan Manea, fiu și Cetățean de Onoare al comunei Goicea precum și despre rolul binefăcător al produselor “Hofigal” realizate din plante medicinale în prevenirea și vindecarea unor boli, pentru menținerea stării de sănătate a oamenilor.
30. Volumul de versuri “De-ai mei strămoși cu drag mi-aduc aminte” (320 pg.), este structurat pe trei cicluri tematice, cu poezii patriotice, scrise în perioada anilor 1950-1990, dar și mai înainte și după această delimitare a timpului.
31. În cartea antologică “Printre Epigramiștii oletni”(506 p.), sunt peste 260 epigramiști legați de Oltenia, cu o biografie mai dezvoltată și cu un număr mai mare de epigrame.
32. Volumul ” O călătorie în Elada pe urmele lui Homer și a zeilor olimpieni” (358p) este ca un memorial de călătorie în Grecia modernă, dar și Elada antichitătii istorice și mitologice.
33. Volumul “Prințesa mea cu ochi albaștri” (350p.), cuprinde versuri de dragoste, de o deosebită gingășie, structurate pe trei cicluri: “Ca o prințesă”, “Ca o zână din povești” și “Mă închin în fața frumuseții tale”.
34. Volumul “Ninsori de argint” (210 p), este subintitulat “Poeme de dragoste” grupate în trei capitole definitorii: “Să-i dăm iubirii daruri scumpe ”, “Te chem înfiorat să vii” și “Eterna întruchipare a iubirii”.
35. Volumul „Un secol de la atribuirea numelui de Gheorghe Chițu Școalei de Comerț din Craiova”, este un omagiu adus ctitorului la 100 de ani de la evenimentul produs.
36. Cartea „Un om străbate secolul XX”, este închinată omului Gheorghe Dindere, pentru viața, activitatea și demnitatea sa de om.
37. Volumul „Catrene închipuite ale lui Omar Kayyam în traducere imaginară” (246 pag.) cuprinde 340 de catrene, inspirate din stilul poetului persan Omar Khayyam, căruia în acest fel autorul îi aduce un omagiu.
38. Cartea omagială „Aleea Marilor Personalități din Craiova” (colaborare cu Antonie Solomon – 202 pagini), cuprinde istoricul și biografia a 24 de personalități aflate pe aleea din Piața Teatrului Național, în statui de bronz, ca un muzeu în aer liber.
39. Volumul „Amăgitoare patimi omenești”, cuprinde poezii scrise de autor în perioada 1983-1988, aflate până în prezent în manuscris.
Este al 13 volum de versuri al autorului și cuprinde 223 de poeme inedite.
40. Volumul „Cetățeni de Onoare ai municipiului Craiova” (colaborare cu Antonie Solomon), este la ediția a II-a, revizuit și adăugit, cuprinde 147 personalități de diferite domenii de activitate.
41. Memoriile din copilărie și adolescență sunt consemnate în volumul „Ulița copilăriei mele” (408 pag.) și cuprind satul natal, ulița copilăriei și lumea acestor ani de viață.
42. Tot în domeniul memorialisticii se înscrie și volumul „Din însemnările unui elev de liceu” (408 pag.), cu amintiri despre colegi și profesori, viața adolescentină, contactul cu orașul, vacanțele școlare. Pste 60 de pagini sunt închinate orei de religie, unde pe bază de Documente sunt secvențe de viață, procesul, moartea și învierea Domnului nostru Isus Hristos.
43. Volumul „Personalități românești în conștiința vremii” este un omagiu adus lui Nicolae Romanescu, Amza Pellea, acad. Ștefan Ștefănescu și Gheorghe Chițu.
44. Volumul „Întâlniri și convorbiri cu șefi de state, prim miniștri și alte personalități ale lumii contemporane” (566 p.), cuprinde aspecte de la astfel de manifestări legate de Charles de Gaulle, Zhou En Lai, Mohammad Reza Pahlavi Aryamer -  șahinșahul Iranului, Nichita Sergheevici Hrusciov, Cevdet-Sunai, Francois Mitterrand, Alain Poher, Jaques de Larosiere, Michel Camdessus, Pierre Beregovoy, Anatoli Karpov ș.a.
45. Volumul de versuri „Rătăcitor prin lume și prin stele” cuprinde poezii scrise în perioada anilor ’80, aflate până la data apariției în manuscris.
46. Prefețe, studii introductive, ediții îngrijite de către Petre Gigea-Gorun: · Gh. Vraciu “În grădina visurilor”, versuri; · Mihai Rădoi: “Imposibila întoarcere”, versuri, 2001 ; · Adina Valase: “Romanțe adolescentine”, 2001; · Mihai Rădoi: “După masa de seară”, versuri, 2002 ; · Sava Ionescu: “Muze în instanță”, 2000; · Grigore Isail-Lipov: “Iubire fără margini”, versuri, 2002, · Iulia Roxana Bulmez: “Imaginea femeii în publicitate” (2008); · Marin M. Vârtosu “Bârca-Dolj, monografie istorică” (2008), · George Farcu: „Rapsodie de dragoste”; · Nicolae Popa: „Biet trubadur”; · Any Drăgoianu: „Prin păcate împreună”; ·.Dumitru Botar: „Năravuri și moravuri”; · Gheorghe Burdușel: „Puntea suspinelor”; · Sorin George Vidoe: „Cuvinte în piatră”; · Ion Văleanu: „Cugetări printre hazlâcuri”; · Florea Florescu: „Clinica de iubire”; · Sorin George Vidoe: „Stele de ceară”; · Marin M. Vârtosu: „Bârca-Dolj, monografie etnografică”; · Marius Robu: „Carte de bucăți”.

### Cărți în manuscris, aflate în pregătite
Petre Gigea are, sub numele de scriitor Petre Gigea-Gorun, și alte cărți în manuscris precum:
1. Pe valurile vieții (memorii – 2 volume);
2. Peisaje africane, însemnări de călătorie;
3. Jurnal literar;
4. Însemnări politice;
5. Satul natal iubirea mea de-a pururi, versuri;
6. Oameni pe care i-am cunoscut (memorialistică);
7. Miniștrii de Finanțe de la Alexandru Ioan Cuza până în prezent
8. Oameni și destine, Editura Scrisul Romanesc, 2013
9. Întâlniri memorabile, Editura Tipo Moldova, 2015
10. Produsele hofigal în epigrama românească, Editura Sitech, 2016
11. Am fost la Shakespeare acasă..., Editura Scrisul Românesc, 2016
12. Natura nu minte niciodată, Editura Sitech, 2016
13. Întâlniri prietenești cu Ștefan Manea în împărăția plantelor, Editura Sitech, 2017
14. Cent poemes d'amour. Bilingue roumain-français / O sută de poeme de dragoste. Ediție bilingvă română-franceză, Editura Sitech, 2018

## Recunoaștere, distincții

### Distincții de stat
În activitatea sa, Petre Gigea a fost distins cu importante ordine și medalii de stat, precum sunt
- Ordinul Muncii, clasa a III-a,
- Ordinul „Steaua Republicii Socialiste România” clasa a V-a (25 decembrie 1967) „pentru merite deosebite în opera de construire a socialismului, cu prilejul celei de-a XX-a aniversări a proclamării Republicii”[6]
- Ordinul Tudor Vladimirescu clasa a III-a (20 aprilie 1971) „pentru merite deosebite în opera de construire a socialismului, cu prilejul aniversării a 50 de ani de la constituirea Partidului Comunist Român”[7]
- Ordinul „Steaua României”, clasa a IV-a,
- Medalia a XX-a aniversare a eliberării Patriei,
- Medalia a XXV-a aniversare a eliberării Patriei,
- Medalia 30 de ani de la eliberarea Patriei ș.a.

### Distincții civile
Totodată, în ultima perioadă a primit mai multe distincții și diplome, printre care: Diplome de Croix d’Honneur, d’Officier-Societé Française, d’ Education Civique, Franța (1966), Medaille d’Honneur de la Ville de Dieuze, Republique Française (11 mai 1988), Medalia Asociației Generale a Economiștilor din România – AGER (1997) ; Diploma de Excelență a Primăriei municipiului Craiova (2001) ; Diploma de Onoare a Editurii „Scrisul Românesc” (2002); Diploma de Onoare a Societății de Științe Istorice (2002); Diloma „Membru de Onoare al Asociației Cadrelor Militare în rezervă și retragere „Mihai Viteazul” – Craiova, Dolj” (2002); Diploma de Excelență Millenium a Fundației de Șah „Gambit – E. Polihroniade” (2002); Diploma de Onoare a Colegiului Național „Gheorghe Chițu” Craiova (2002); Diploma de Excelență a Asociației Județene pentru Cultură, Culte și Patrimoniu Național Dolj (2002); Diploma de Excelență a Fundației „Scrisul Românesc”, Craiova (2003); Cetățean de Onoare al Municipiului Craiova (2003); Diploma de Excelență a Comunei Goicea, Dolj (2003); Cetățean de Onoare al comunei Goicea, Dolj (2003); Cetățean de Onoare al comunei Perișor, Dolj (2004); Diplomă de participare, Direcția pentru Dialog, Familie și Solidaritate Socială și Societatea de Științe Istorice din România, filiala Dolj (2004); Diploma de Onoare „Direcția pentru Dialog, Familie și Solidaritate Socială Dolj, Consiliul Județean al Persoanelor Vârstnice, Dolj” (2004), Diploma de Excelență a Primăriei municipiului Pitești – Centrul Cultural Pitești (2004); Diploma de Excelență a Societății Scriitorilor Olteni (2005); Diploma de Onoare a Universității de Medicină și Farmacie Craiova (2005), Diplome de Croix d’Honneur d’Officier - Sociètè Française d’Education Civique (1966), Diploma de Onoare a Agenției Naționale pentru Sport, Direcția pentru Sport a județului Dolj (2005) ; Diploma de Onoare a Societății Academice Eminescu, Centrul Cultural „Eminescu la Florești” (2005); Diploma de Excelență a revistei „Rațiunea”, periodic național (2005); Diploma de Excelență Fundația Cultural-Științifică „Orizont” Craiova (2005); Trofeul de Excelență – Cultural Sportiv Municipal Craiova (2005); Diploma de Onoare a Asociației Tipografilor, editorilor și furnizorilor din Oltenia – ATEF (2005); Medalia Jubiliară și Diploma „Honoris Causa” cu prilejul împlinirii a 1900 de ani (106-2006) de la încheierea războiului daco-roman, acordată de Liga Culturală pentru Unitatea Românilor de Pretutindeni (2006); Diploma de Onoare a Universității Craiova, Facultatea de Economie și Administrarea Administrarea Afacerilor (2006); Diploma de Excelență, acordată de Ministerul Educației și Cercetării - Școala „Henry Coandă”, com. Perișor (7 iunie 2006), Diploma de Excelență a Fundației „Scrisul Românesc”, Craiova (2008). „Diploma de Excelență a Fundației Române de Șah”- București, 2008, Diploma de onoare a teatrului liric „Elena Teodorini”, Craiova (2008), o sală a Colegiului Național ”Gheorghe Chițu” din Craiova, îi poartă numele (2005); Diplomă de Onoare și Premiul de Excelență acordate de Primăria Municipiului Caransebeș (30 august 2008); Medalia Festivalului Național de Epigramă „APOSTROF”, (ed. a VII-a, Caransebeș 29-30 august 2008); Medalia Primăriei Municipiului Băilești „Acasă la nea Mărin”, Ed. I și „Zilele Băileștiului”, Ed. VII (29-30 august 2008); Diplomă de Excelență a Festivalului Național de Umor „Ion Cănăvoiu” 24-26 octombrie 2008; Diploma de Excelență acordată de Biblioteca județeană „Alexandru și Aristia Aman”,(14-15 noiembrie 2008); Diplomă de excelență a Muzeului de Artă din Craiova, 2008; Diplomă acordată de Inspectoratul Școlar județean Dolj, Centrul județean de resurse și asistență educațională Dolj (6 mai 2009); Diplomă de Merit acordată de Corpul Experților Contabili și Contabililor Autorizați din România (21 septembrie 2009); Diplomă de Merit a Uniunii Etnicilor Români din Bulgaria ( 27 ianuarie 2009); Diploma Fundației pentru Apărarea Drepturilor Omului, Craiova, 3 martie 2009; Diplomă de Merit a Consiliului Local Filiași și Biblioteca orășenească „Anton Pann” (7 martie 2009);Diplomă de Excelență a Cenaclului Literar „Marin Sorescu” al Sindicatului Liber Electroputere Craiova (2009); Diplomă de Ecelență a Primăriei Craiova și a Consiliului Local Craiova, cu ocazia celei de-a X-a ediții a „Zilelor Marin Sorescu” (2010); Diplomă de Onoare acordată de Societatea „CEVIS” și revistele „Semn-Țânțaru” din orașul Râmnicu Vâlcea; Diplomă de Excelență acordată de Centrul județean pentru Conservarea și Promovarea Culturii Tradiționale Vâlcea (2010); Medalie „130 de ani de la crearea Băncii Naționale a României, 1880-2010, acordată de Guvernatorul Băncii Naționale a României (2010).
49. Referințe critice la volumele publicate de Petre Gigea-Gorun: · Piru, Al., Cuvânt înainte la volumul „Pentru dreptate se aprinse focul”, Editura Scrisul Românesc, 1978; · Bălan Ion Dodu, „Un debut matur”, România Liberă, 1978 mai 10; · Deaconescu, Ion „Pentru dreptate se aprinse focul”, Înainte, 1978 martie 22; „O poezie manifest”, Flacăra, 1978, nr. 14, pag. 7; · Duțescu Mihai „Poezie evocatoare”, Ramuri, 1978, nr. 5, pag. 6; · Petrache Ion, „Frumusețea verbului”, Săptămâna, 1978 nr. 386, pag.7; · Stan, Constantin, „Poezia sincerității”, Scânteia tineretului, 1978 aprilie 24; · Ulici Laurențiu, „Evocare și notație”, România Liberă, 1978 nr. 14, pag. 11; · Băileșteanu, Fănuș, „Căldura vieții”, România Literară”, 1979, nr. 17, pag. 11; · Bălan, Ion Dodu, „Sensibilitatea contemporană și tradiție”, România literară, 1979 martie 3, pag. 2; · Deaconescu, Ion, „Amintirile de acasă”, Înainte, 1979 nr. 14, pag. 2; · Duțescu Mihai, „Căldura vieții”, Înainte, 1979 martie 14, pag. 2 și Ramuri 1979 nr. 2, pag. 2; · Firan, Florea, „Amintirile de acasă”, Săptămâna, 1979 nr. 472, pag.7; · Vasilescu Emil, „Căldura vieții”, Scânteia, 1979 mai 17, pag.4; · Mureșan Grigore, „Amintirile de acasă”, Contemporanul, 1980, nr. 5, pag. 12; „Lumina cuvintelor”, culegere literară a cenaclului „Alexandru Macedonski„ 1976, pag. 44-53; „Patruzeci și șase de scriitori în dialog cu județul Dolj”, Uniunea Scriitorilor din România și Comitetul de Cultură al Județului Dolj, 1977, pag.89-97; „Arborii timpului”, culegere literară a cenaclului „Alexandru Macedonski„, 1979, pag. 37-40; · Ion Dodu, Bălan „Constelații diurne” Editura Albatros, București 1979; · Florea Firan, „Profiluri și structuri literare”, Editura Scrisul Românesc, Craiova 1986, pag. 378 - 380; · Nicolae A. Andrei, Gheorghe Părnuță „Oltenia la 1877”, Fundația Scrisul Românesc, Craiova, 1998, pag. 161 - 162; · Ovidiu Ghidirmic, Cuvânt înainte, la volumul de versuri „La poarta vremii”, Editura Sava, Craiova, 1998, pag. 7 - 10; · Teofil Moreta, „Unde ești, Adolescență”, „Oltenia azi”, Anul VII, 69, septembrie 1998, pag. 3; · Adrian Badea, Sava Ionescu, „Justiție și boemă craioveană”, Editura  Sava, 1998, pag. 156 - 157, · Simona Lica: „Un dar neprețuit pentru Cetatea Banilor: cartea „Oameni și evenimente craiovene”, Cuvântul Libertății, 1 iunie 2001; · Nicolae Coande: „Au și cărțile soarta lor” pentru volumul „Rondeluri”, Cuvântul Libertății, 6 decembrie 2001; · Magda Bratu: „Despre Craiova, cu dragoste”, Cuvântul Libertății, 28 ianuarie 2002; · Adrian Porcescu : „Un om între oameni și pentru oameni - Despre Craiova, cu dragoste”, Mesagerul Olteniei nr. 108, martie 2002, pag. 2; · Marian Barbu: „Permanența sonetului”, rev. Rațiunea an IV nr. 47-49 aprilie 2002 și rev. „Luceafărul” nr. 19(557), 22 mai 2002 ; · Dumitru P.Popescu „Despre Craiova cu dragoste - Oameni și evenimente”, Observatorul, „Romanian Canadian Newspaper” nr.7, iulie 2002; · Nicolae MAREȘ „Din însemnările unui ambasador român la Paris”, Ecart cu 196, 16 septembrie 2002, Revista „Rațiunea” din 55-58 - octombrie 2002; · Marian Barbu: Trăind printre cărți, Ed. Fundației Culturale „ID Sîrbu”, Petroșani, pag. 56-59 (2002), · Adrian Porcescu: „Viața culturală a orașului Craiova”, scriitorul Petre Gigea-Gorun: Sonete Sentimentale, Mesagerul Olteniei, anul VIII, nr. 119/septembrie 2003; · Ovidiu Ghidirmic, cuvânt înainte, la volumul “Sonete sentimentale”, Fundația „Scrisul Românesc”, Craiova, 2002, pag. 5-9; · Nicolae Mareș: „Imnurile unui cronicar craiovean transformate în Sonete sentimentale”, Ecart, nr.210 din 16 ianuarie 2003, · Elisabeta Polihroniade: Pe șahiști încă îi mai iubesc cu pasiune- Din însemnările unui ambasador român la Paris;Revista „Gambit”, anul x, pag. 21; · Dumitru Preda, Cuvânt înainte – „Din însemnările unui ambasador român la Paris”, vol I, Fundația “Scrisul Românesc”, Craiova  (2002); · Alexandru Dida: „O carte în slujba adevărului”, revista „Flacăra lui Adrian Păunescu”, nr. 38 (54), 26 septembrie 2002; · Magda Bratu:”Din însemnările unui ambasador român la Paris”, Cuvântul Libertății, nr. 3932, 26 septembrie 2002; · Tudor Nedelcea, cuvânt înainte la volumul „Oameni și evenimente craiovene” Fundația „Scrisul Românesc” Craiova, 2000; · Tudor Nedelcea, Cuvânt înainte la volumul „Despre Craiova, cu dragoste” Fundația „Scrisul Românesc”, Craiova, 2001; · Tudor Nedelcea,  prefață la volumul „Amintiri despre scriitori și alți oameni de cultură”, Fundația „Scrisul Românesc”, Craiova, 2003; · Veridicitatea și obiectivitatea, atribute ale unui adevăr puternic și biruitor (Amintiri despte scriitori și alți oameni de cultură) – Adrian Porcescu, Mesagerul Olteniei, anul VIII nr. 125, august 2003; · Petre Gigea-Gorun : Rondeluri, de Paul Caraiman, “Lamura” 18,19,20/ aprilie 2003; · Viața culturală a orașului Craiova; Craiova Cenaclului „Al.Macedonski”, Adrian Porcescu, Mesagerul Olteniei, anul VIII, nr. 119/februarie 2003; · Lumini de amurg – Dusk Fires : Cuvânt înainte Mihai Rădoi, Fundația „Scrisul Românesc”, Craiova, 2003; · „Vino în barca timpului rămas”; postfață Viorica Ioviță, Lumini de amurg – Dusk Fires, Fundația „Scrisul Românesc”, Craiova, 2003; · Ovidiu Ghidirmic: De la tradiționalismul liric interbelic la neotradiționalismul modern, “Rațiunea”, Anul V, nr.67-69, iunie 2003; · Victor Crăciun: Petre Gigea-Gorun a intrat în zona brâncușologilor, cuvânt înainte la volumul „V.G.Paleolog și Brâncuși – un dialog etern”, Fundația „Scrisul Românesc”, Craiova, 2003; · Nicolae Mareș: „Un florilegiu plin de simțiri vibrante”, Ecart nr. 252/Economistul nr. 1484 / 6 noiembrie 2003; · Felix Sima: „Petre Gigea – la Vâlcea”, Info-plus, Anul VII, nr. 207, 14 ianuarie 2004; · Adrian Porcescu: „Petre Gigea: V.G.Paleolog și Brâncuși – un dialog etern”, Mesagerul Olteniei, anul IX, februarie 2004, p. 2; · Magda Bratu: „Premieră absolută la Teatrul Liric”, Cuvântul Libertății nr. 4308 din 4 martie 2004; · Alina Mirea, Daniela Nedelcu: „Dramă la Mănăstire”, Ediție Specială de Oltenia nr. 894/27 februarie 2004; · Negoescu Tudor: „Veritabilă carte cu prieteni”, Lamura nr. 27-29 ianuarie-martie 2004, p.21; · Barbu Marian: „Cu V.G.Paleolog despre Brâncuși”, Lamura nr. 27-29, ianuarie –martie 2004, p.8; · Adrian Porcescu : Curajul de a iubi “Cu floreta în arenă” , “Mesagerul Olteniei“, Anul IX, nr.136, iulie 2004; · Tudor Nedelcea: “Despre Petre Gigea-Gorun cu dragoste”, cuvânt înainte la volumul “Din amintirile Craiovei”; · Andrei Potcoavă, Maria Cristianu Dan: “Dramă la mănăstire, operă craioveană în premieră”, Rațiunea, anul VI, pg. 77-79, 2004; · Nicolae Marinescu: “O cronică onestă, un cronicar cumsecade”, Mozaicul, serie nouă, anul VIII, 1-2 (75-76) februarie 2005; · Nicolae Mareș: „Petre Gigea –Gorun: un scriitor care sfințește Craiova”, Economistul-Ecart nr.331/9 iunie 2005, p.VII; · Florea Florescu: “Zugravul de cuvinte” – antologie, Ed. “Sitech”, Craiova, 2004; · George Corbu: Cu floreta în arenă – 501 epigrame, revista “Epigrama” nr. 33, sept.-noimbrie 2005; · Petre Gigea-Gorun, Amarul epigramiștilor români, București, 2005; · Ion Pătroi, Ion Turcin ș.a., “Pagini de epopee”, Oltenia 1877-1878, vol. II, Ed. Autograf, M.G.M. Craiova, 2005; · Magda Bratu, Cărți document, lansate de Fundația “Scrisul Românesc”, Cuvântul Libertății nr.4643 din 25 ianuarie 2005; · Nicolae Mareș, Din amintirile Craiovei, revista “Rațiunea” nr. 101-103, septembrie-octombrie 2005; · Magda Bratu, Tudor Nedelcea „Petre Gigea-Gorun la aniversarea sa”, Cuvântul Libertății din 31 martie 2005; · Georgică Bercea-Florea, „Un ministru de Finanțe își amintește”, revista Historica nr. 1(8) mai 2005; · Ion Dodu Bălan, Trei cărți deosebite: Din amintirile Craiovei, Lumini de amurg, Dramă la mânăstire, 3 aprilie 2005; · Florea Dumitrescu: Prin China milenară și misterioasă – Cuvânt înainte, 2005; · Marian Barbu, Originalitatea, dincolo de asimilare, Sub sabia timpului, rev. Rațiunea, septembrie 2005; · Maria Ionică, dr. în științe: “Culisele Diplomației româno-franceză”(Din însemnările unui ambasador român la Paris, 2 vol.) Rațiunea, pg. 116-118 (2006);  · Marian Barbu, “Trăind printre cărți”, vol. IV (2006); · Emil Lăzărescu: “Respectul față de tradiții și înaintași dau forță viitorului”, Rațiunea pg. 122-124 (2006); · Nicolae Dragoș: “Monografia comunei Goicea” (2008); · George Corbu: “Cuvânt înainte”, la volumul “Printre Epigramiștii olteni” (2008); · Marian Barbu: “Raită prin librării: Comuna Goicea cu oameni și fapte” (2007); · Dumitru Botar: “Summitul epigramiștilor olteni” (2008); · Ștefan Manea: “De-ai mei strămoși cu drag mi-aduc aminte” (2008); · Dumitru Botar: “ Printre epigramiștii olteni” (2008); · Magda Bratu: “ Circa 250 de spadasini între coperțile unei antologii” (2008); · Lidia Constantinescu: “De-ai mei strămoși cu drag mi-aduc aminte (2008); · Axel H. Lenn: „Prima antologie a epigramiștilor olteni” (2008); · Silvia Popescu: „Un scriitor diplomat și intuiția valorilor”; · Clara Stănescu: „Un ambasador la el acasă” (2008); · Marian Barbu: „În umbra lui Omar Khayyam” (2008); · Andrei Potcoavă: „Printre epigramiștii olteni”, (2008); · Gheorghe Gheorghișan: „Greu ne-am revenit din visare 2008”; · Nicolae Paul Mihail: „Olteanul e născut epigramist, 2008”; · Maria Diana Popescu: „Uite cum s-a pus bine Petre Gigea-Gorun cu epigramiștii”, (2008); · Emil Lăzărescu: „Valori românești, valori europene”, (2008); · Lelia Venus: „Printre epigramiștii olteni”, (2008).
Cărțile sale se află în unele biblioteci publice (toate bibliotecile județene din țară), biblioteci universitare, licee și instituții din România precum și unele biblioteci din Londra, Oxford și Cambridge (Anglia), Paris (Franța), Milano și Roma (Italia), Toronto (Canada), Chișinău (Rep. Moldova), New York și Biblioteca Congresului SUA din Washington (SUA), Berlin (Germania), Viena (Austria), Budapesta (Ungaria), Centrele culturale românești din străinătate, diferite orașe și comune din țară ș.a.

## Donații pentru comuna natală
În comuna natală Goicea, județul Dolj, autorul a donat Bibliotecii Comunale un număr de 1000 cărți diferite precum și peste 150 de cărți Bibliotecii “Mircea Rădina” din orașul Segarcea, 100 cărți Bibliotecii Casei de Cultură „Amza Pellea” din municipiul Băilești, 100 cărți Bibliotecii Complexului de Terapie Naturistă „Alexandra” din orașul Breaza, 50 cărți Bibliotecii Casei de Cultură „Traian Demetrescu” din municipiul Craiova, 50 de cărți Bibliotecii Grupului Școlar “Anghel Saligny” din Craiova, 50 de cărți Bibliotecii Colegiului Național Economic “Gheorghe Chițu”, 30 de cărți Grupului Școlar Energetic Craiova, 30 de cărți Direcției Județene Dolj a Activelor Statului, 30 de cărți Bibliotecii Orășenești “Anton Pann” din Filiași, Bibliotecii „Alexandru și Aristia Aman”, Craiova (150 de cărți), Bibliotecii comunei, Pârșcoveni, jud. Dolj (20 cărți), Centrul de Minori, Craiova (25 cărți), Școala generală „Decebal” din Craiova (25 cărți), Biblioteca Liceului de Artă „Marin Sorescu” din Craiova (30 de cărți), Biblioteca Institutului Român de Teologie și Spiritualitate ortodoxă din New York – SUA (15 cărți), Biblioteca universitară din Dijon –Franța (20 de cărți), Biblioteca „François Mitterrand”, Paris, (10 cărți), Universitatea „Omar Bongo Ondimba” Libenville (Gabon), Biblioteca județeană „Cristian Tell” (Tg. Jiu), la Biblioteque de l’Universitée de Sorbonne (Paris), Biblioteca Universității din Craiova, Biblioteca Universității de Medicină și Farmacie Craiova, Biblioteca Academiei Române, București, Biblioteca Institutului de Cercetări Socio-Umane „C. S. Nicolăescu-Plopșor” din Craiova, Colegiul Național „Carol I” din Craiova, Școala generală I-VIII, orașul Filiași, Județul Dolj, Colegiul Național „Mircea cel Bătrân” din orașul Râmnicu Vâlcea ș.a.